# Metagonia
Metagonia es un género de arañas de la familia Pholcidae, orden Araneae. Fue descrito por Eugène Simon en 1893.

## Especies
- M. amica Gertsch, 1971
- M. argentinensis Mello-Leitão, 1945
- M. asintal Huber, 1998
- M. atoyacae Gertsch, 1971
- M. auberti Caporiacco, 1954
- M. belize Gertsch, 1986
- M. bella Gertsch, 1986
- M. bellavista Gertsch & Peck, 1992
- M. beni Huber, 2000
- M. berlanga Huber, 2022
- M. bicornis (Keyserling, 1891)
- M. bifida Simon, 1893
- M. blanda Gertsch, 1973
- M. bonaldoa Huber, 2000
- M. candela Gertsch, 1971
- M. capilla Gertsch, 1971
- M. cara Gertsch, 1986
- M. caudata O. Pickard-Cambridge, 1895
- M. chiquita Gertsch, 1977
- M. coahuila Gertsch, 1971
- M. conica (Simon, 1893)
- M. cuate Gertsch, 1986
- M. debrasi Pérez & Huber, 1999
- M. delicata (O. Pickard-Cambridge, 1895)
- M. diamantina Machado, Ferreira & Brescovit, 2011
- M. duodecimpunctata Schmidt, 1971
- M. faceta Gertsch, 1986
- M. flavipes Schmidt, 1971
- M. furcata Huber, 2000
- M. globulosa Huber, 2000
- M. goodnighti Gertsch, 1977
- M. guaga Gertsch, 1986
- M. guianesa Huber, 2020
- M. guttata Huber, 2020
- M. heraldica Mello-Leitão, 1922
- M. hitoy Huber, 1997
- M. hondura Huber, 1997
- M. iviei Gertsch, 1977
- M. jamaica Gertsch, 1986
- M. jarmila Gertsch, 1973
- M. joya Gertsch, 1986
- M. juliae González-Sponga, 2010
- M. lagrimas Huber, 2022
- M. lancetilla Huber, 1998
- M. latigo Huber, 2020
- M. lepida Gertsch, 1986
- M. lingua (Schmidt, 1956)
- M. luisa Gertsch, 1986
- M. maldonado Huber, 2000
- M. mariguitarensis (González-Sponga, 1998)
- M. martha Gertsch, 1973
- M. maximiliani Brignoli, 1972
- M. maya Chamberlin & Ivie, 1938
- M. mcnatti Gertsch, 1971
- M. modesta Gertsch, 1986
- M. modica Gertsch, 1986
- M. nadleri Huber, 2000
- M. osa Gertsch, 1986
- M. oxtalja Gertsch, 1986
- M. pachona Gertsch, 1971
- M. panama Gertsch, 1986
- M. paranapiacaba Huber, Rheims & Brescovit, 2005
- M. petropolis Huber, Rheims & Brescovit, 2005
- M. placida Gertsch, 1971
- M. potiguar Ferreira, Souza, Machado & Brescovit, 2011
- M. puebla Gertsch, 1986
- M. punctata Gertsch, 1971
- M. pura Gertsch, 1971
- M. quadrifasciata Mello-Leitão, 1926
- M. reederi Gertsch & Peck, 1992
- M. reventazona Huber, 1997
- M. rica Gertsch, 1986
- M. samiria Huber, 2000
- M. secreta Gertsch, 1971
- M. selva Gertsch, 1986
- M. serena Gertsch, 1971
- M. striata Schmidt, 1971
- M. strinatii (Brignoli, 1972)
- M. suzanne Gertsch, 1973
- M. talamanca Huber, 1997
- M. taruma Huber, 2000
- M. tinaja Gertsch, 1971
- M. tingo Huber, 2000
- M. tlamaya Gertsch, 1971
- M. torete Gertsch, 1977
- M. toro Huber, 1997
- M. triocular (González-Sponga, 2011)
- M. unicolor (Keyserling, 1891)
- M. uvita Huber, 1997 –
- M. yucatana Chamberlin & Ivie, 1938
- M. zatoichi Huber, 2022